# Jornal da República (Timor-Leste)
O Jornal da República é o jornal oficial de Timor-Leste.